# Cyclura carinata
Cyclura carinata — вид ящірок, ендемічний для островів Теркс і Кайкос. Ця маленька ігуана може досягати 76 см і стає зрілою в сім років і може прожити двадцять. Щороку відкладається одна кладка з дев'яти яєць, на висиджування яких потрібно три місяці. Ця ігуана в основному травоїдна, але доповнює це, додаючи до свого раціону трохи їжі тваринного походження. Свого часу численні ці ігуани були виснажені завезеними хижаками, переважно котами та псами. Середовище існування погіршується через надмірний випас і витоптування рослинності, що зменшує доступність їжі для ігуан. Вони були стерті з одних островів і ненадійно тримаються на інших. Міжнародний союз охорони природи назвав їх такими, що перебувають під загрозою зникнення. Вживаються різноманітні заходи щодо збереження, і деякі ігуани були переселені на безлюдні острівці, щоб запобігти їхньому вимиранню.